# Нечаев, Андрей Алексеевич
Андрей Алексеевич Нечаев (род. 2 февраля 1953, Москва) — российский государственный и политический деятель, учёный-экономист. Доктор экономических наук (1998), профессор (2002). Председатель партии «Гражданская инициатива» с 2 марта 2013 года, соучредитель общероссийского общественного движения «Союз правых сил».
Первый министр экономики в истории новой России (1992—1993), председатель партии «Гражданская инициатива» (2013—2018, с 2020), президент банка «Российская финансовая корпорация» (1993—2013), президент Фонда международных молодёжных обменов (с 2006), академик Европейской академии наук, искусств и литературы, Российской академии естественных наук и Международной академии информатизации.

## Биография
Окончил школу с углублённым изучением немецкого языка, а также экономико-математическую школу при экономическом факультете МГУ, на который потом и поступил. Окончил его с отличием в 1975 году по специальности «экономическая кибернетика», а в 1978 году — аспирантуру экономического факультета МГУ им. М. В. Ломоносова. В 1979 году защитил в МГУ кандидатскую диссертацию на тему «Моделирование и прогнозирование отраслевой структуры экономики на основе межстрановых сравнений» и получил тем самым учёную степень кандидата экономических наук. В 1998 году защитил в Академии народного хозяйства докторскую диссертацию на тему «Анализ и методология прогнозирования структурных сдвигов в экономике России на базе межстрановых сопоставлений» и стал таким образом доктором экономических наук.
В 1979—1991 годах работал в Центральном экономико-математическом институте и в Институте экономики и прогнозирования научно-технического прогресса Академии наук СССР. В 1991 году — заместитель директора по научной работе Института экономической политики народного хозяйства при Правительстве СССР и Академии наук СССР. С ноября 1991 по февраль 1992 года — первый заместитель министра экономики и финансов РСФСР.
С февраля 1992 по март 1993 года — министр экономики Российской Федерации. С 12 января 1993 года по должности являлся членом Президиума Совета Министров РФ. 25 марта 1993 года ушёл в отставку из-за несогласия с изменением экономической политики.
В начале 90-х Андрей Нечаев вёл переговоры с руководством Татарстана, которое заявляло о выходе из состава России, в итоге найдя компромисс, передав республике право экспорта части добываемой на их территории нефти.
А. А. Нечаев — один из авторов и активных участников реализации программы рыночных экономических реформ в России. В период работы в Правительстве России возглавлял ряд ключевых направлений реформирования экономики, занимался поддержкой промышленности, в том числе ВПК, отношениями федерального центра с регионами, структурной и инвестиционной политикой, международным экономическим сотрудничеством.
В 1993—2013 годах — президент государственного предприятия «Российская финансовая корпорация» (в 2005 г. преобразованного в банк «Российская финансовая корпорация»). С октября 2013 года и до конца апреля 2015 года после передачи банка корпорации «Ростехнологии» — советник президента банка.
А. А. Нечаев — известный общественный деятель, вносящий значительный вклад в формирование предложений по экономической политике, в демократическое движение и в развитие предпринимательства в России. Занимает активную гражданскую позицию, участвуя в деятельности различных общественных организаций, связанных с регулированием экономики и развития международного сотрудничества.
А. А. Нечаев награждён рядом государственных и общественных наград, в том числе медалью в честь 850-летия Москвы (1997) и медалью «За заслуги в проведении Всероссийской переписи населения» (2003). Имеет звание «Почётный работник Министерства экономического развития и торговли России». Награждён нагрудным знаком Госкомстата России «За активное участие во Всероссийской переписи населения 2002 года», медалью «За отличие в службе» МВД России и нагрудным знаком «200 лет МВД России», золотой медалью в честь 200-летия Министерства экономического развития и торговли России, Почетной грамотой экспертно-консультативного совета при Председателе Счётной палаты России и Грамотой Зам. Председателя Совета Федерации России.
Лауреат национальной общественной премии «Общественное признание» и почётного знака «Лидер российской экономики» за 2003 и 2004 годы, награждён общественным орденом «Слава России», международным дипломом «Почётного сертифицированного бухгалтера и аудитора» и международной медалью «За финансовые достижения», орденом Ассоциации российских банков и другими общественными наградами. Международным изданием «Who is who» Нечаев включён в число выдающихся людей XX века.
А. А. Нечаев написал в разные годы несколько десятков книг и более 350 научных и публицистических статей по вопросам развития экономики и экономической политики.
Член Союза журналистов России с 2002 года. Лауреат общественной профессиональной премии журналистов «Лучшие перья России». С 2001 по 2006 год — автор и ведущий экономической программы «Денежный вопрос» на телеканале «ТВ Центр», в 2006—2008 — автор и ведущий программы «Экономический клуб Андрея Нечаева» на радио «Маяк». Экономический и политический эксперт радио «Русская служба новостей», а также «Business FM» и «Коммерсантъ FM», телеканалов «Россия», «Дождь», «РЕН ТВ», «РБК» и ряда других СМИ, также вёл просветительские программы об экономике на «Эхо Москвы» и «Сити ФМ».
С 2021 года — член Союза писателей Москвы.
Член Совета Московской ассоциации предпринимателей.
Член Совета попечителей и старшина Московского Английского клуба.

## Политическая деятельность
Состоял в партии «Демократический выбор России».
На выборах в Государственную думу III созыва Андрей Нечаев баллотировался по 108 Мытищинскому одномандатному избирательному округу и набрал 9,48 % голосов, заняв четвёртое место. Так как большинство избирателей в округе проголосовало «против всех» (14,68 %), были назначены повторные выборы на 2000 год. Во второй раз Нечаев набрал 4,28 %, заняв седьмое место, а победу одержал Аркадий Баскаев. Это первый опыт участия не в экономической, а в политической жизни страны.
В 2000-е годы трижды принимал участие в ток-шоу «К барьеру!», дебатируя с Владимиром Жириновским (в 2006 году), Михаилом Веллером (в 2007 году) и Владимиром Мединским (в 2009 году). Его помощниками были Борис Кузнецов и Филипп Смирнов, Анатолий Ермолин и Виталий Новосёлов, Константин Боровой и Григорий Томчин соответственно. Также в 2011 году в телепередаче «Исторический процесс» Андрей Нечаев в команде Николая Сванидзе вместе с Анатолием Чубайсом и Петром Авеном противостоял команде Сергея Кургиняна (Владимир Жириновский, Юрий Поляков и Виктор Геращенко), тема эфира была обозначена как «Политическая отставка: от Хрущёва до Гайдара». В 2012 году дебатировал в рамках телепередачи «Поединок» с Олегом Митволем, помощниками Нечаева были Никита Кричевский, Григорий Томчин и Яна Яковлева, третейским судьёй выпуска выступил Сергей Гуриев.
Являлся членом партии «Развитие предпринимательства». В 2001 году был выдвинут ей кандидатом в губернаторы Тульской области, к такому решению его подтолкнуло обращение предпринимателей региона. За неделю до выборов Андрей Нечаев отказался от дальнейшего участия в кампании в пользу Андрея Самошина, занявшего позже в первом туре второе место.
В 2003 году был кандидатом в депутаты Государственной думы IV созыва, избирался по федеральной части партийного списка партии «Развитие предпринимательства» вместе с Оксаной Дмитриевой и Иваном Грачёвым.
Нечаев, после победы Владимира Путина на выборах в 2004 году, заявил о необходимости снизить давление на бизнес, уровень бюрократии и коррупции, но, по его мнению, это «зависит от того, готов ли Путин к непопулярным реформам, или для него важнее стабильность». Также отметил политическую несвободу и экономические контрреформы, которые ведут к госкапитализму, оценил политическую смелость Ирины Хакамады, принимавшей в тех выборах участие и занявшей 4 место.
В 2005 году, давая оценку премьер-министру, обвинил правительство в неудачно проведённой монетизации льгот, но отметил, что, в целом, Фрадков не сделал ничего катастрофического.
Входил в Федеральный политсовет партии «Союз правых сил» и являлся Председателем Комиссии по поддержке малого и среднего предпринимательства, в 2007 году баллотировался от неё на выборах в Государственную думу, вместе с Марией Гайдар возглавлял список партии по Москве, позже перешёл в политсовет «Правого дела», но в сентябре 2011 года покинул партию вместе с большинством членов бывшего «Союза правых сил».
В 2012 году при участии Нечаева и ряда других политиков и общественных деятелей был создан «Комитет гражданских инициатив», председателем которого стал Алексей Кудрин. Предпосылками создания Комитета стали декабрьские события — выборы в Госдуму 2011 года и последовавшие за ними митинги «За честные выборы». Название было предложено Андреем Нечаевым, готовым создавать партию, однако такой проект был в итоге отвергнут по причине того, что бывший министр финансов, пообщавшись с Владимиром Путиным «решил, что партию (создавать) рано, надо ограничиться созданием комитета». Нечаев, к тому времени уже собравший единомышленников, в мае 2013 года всё же зарегистрировал в Министерстве юстиции правоцентристскую партию «Гражданская инициатива», членом которой бывший министр финансов не стал.
В 2013 году собирался участвовать в выборах мэра Москвы, в качестве кандидата выступил против «гомофобных законов» и против дискриминации по признаку сексуальной ориентации. Также выступал за децентрализацию городской власти и создание комитетов из представителей общественных организаций, муниципальных депутатов и обычных жителей районов, которые будут участвовать в разработке социально-экономической программы развития своего района. В мэрской программе Нечаева были и предложения по борьбе с нелегальной миграцией, среди которых снижение квот на привлечение иностранной рабочей силы и обязательный тест на знание русского языка, основ российского законодательства и культуры. Было предложено запретить снос всех зданий, построенных до 1956 года (до этого года в городе не было домов типовых застроек, все здания строились по индивидуальным проектам). Однако в июле выбыл из предвыборной гонки в связи с тем, что оппозиционные лидеры решили не выдвигать единого кандидата, и было выдвинуто сразу несколько кандидатов от демократических партий.
3 марта 2014 года Андрей Нечаев выступил против агрессивной политики России в отношении Украины.
На выборах в Государственную думу VII созыва Андрей Нечаев баллотировался по федеральной части партийного списка «Партии Роста» (с которой «Гражданская инициатива» объединила свои усилия в выборной кампании) и по 198 Ленинградскому одномандатному избирательному округу (г. Москва). Помимо Нечаева в федеральной части списка значились его бывшие союзники Ирина Хакамада (по партии «Союз правых сил»), а также Оксана Дмитриева и Иван Грачёв (по партии «Развитие предпринимательства»). Анатолий Чубайс в своей публикации в Facebook назвал Нечаева одним из самых профессиональных кандидатов в новую Думу, а Максим Кац сказал, что, если будет проведена хорошая кампания, есть шанс на победу.
28 февраля 2018 года Андрей Нечаев был зарегистрирован доверенным лицом кандидата на пост Президента Российской Федерации Ксении Собчак.
29 февраля 2020 года принял участие в организации и проведении марша памяти Бориса Немцова, который собрал более 22 000 человек, что стало рекордом за последние годы.
В июне 2020 года начал вести канал «Мнение» на платформе YouTube с целью высказывания своих оценок и позиций, а также попытки «независимого, профессионального анализа и прогноза ситуации в стране».
В сентябре 2020 года подписал письмо в поддержку протестных акций в Белоруссии.
24 февраля 2022 года выступил против вторжения российских войск на территорию Украины.
В 2024 году поддержал оппозиционного кандидата в президенты Бориса Надеждина, выдвинутого от партии «Гражданская инициатива». После отказа ЦИК его регистрировать Нечаев помогал оспаривать это решение в суде, хоть и безуспешно.